# Harknessia renispora
Harknessia renispora är en svampart som beskrevs av H.J. Swart 1972. Harknessia renispora ingår i släktet Harknessia, ordningen Diaporthales, klassen Sordariomycetes, divisionen sporsäcksvampar och riket svampar.   Inga underarter finns listade i Catalogue of Life.